# Armenië op de Olympische Zomerspelen 1996
Armenië nam deel aan de Olympische Zomerspelen 1996 in Atlanta, Verenigde Staten.

## Medailleoverzicht
| Sport     | Olympiër       | Onderdeel                                        | Medaille |
| --------- | -------------- | ------------------------------------------------ | -------- |
| Worstelen | Armen Nazarjan | Grieks-Romeins - vlieggewicht (tot 52 kg) (m)    | Goud     |
|           |                |                                                  |          |
| Worstelen | Armen Mkrtsjan | Vrije stijl - licht vlieggewicht (tot 48 kg) (m) | Zilver   |

## Deelnemers en resultaten
(m) = mannen, (v) = vrouwen

### Atletiek
| Olympiër          | Discipline            | Resultaat | Prestatie                                                 |
| ----------------- | --------------------- | --------- | --------------------------------------------------------- |
| Robert Emmiyan    | verspringen (m)       | 28e       | kwalificatie groep B: 14e met 7,76m                       |
| Armen Martirosyan | hink-stapspringen (m) | 5e        | kwalificatie groep B: 5e met 16,74m finale: 5e met 16,97m |

### Boksen
| Olympiër         | Discipline | Resultaat | Prestatie                                                                   |
| ---------------- | ---------- | --------- | --------------------------------------------------------------------------- |
| Nshan Munchyan   | -48kg (m)  | 9e        | 1e ronde: vrij 2e ronde: V van BUL Petrov: 5-11                             |
| Lernik Papyan    | -51kg (m)  | 9e        | 1e ronde: W van JPN Tsujimoto: 10-5 2e ronde: V van CUB Romero: 6-22        |
| Artur Gevorgyan  | -57kg (m)  | 9e        | 1e ronde: W van CMR Konamegui: 10-3 2e ronde: V van USA Myweather Jr.: 3-16 |
| Mekhak Ghazaryan | -60kg (m)  | 9e        | 1e ronde: vrij 2e ronde: V van CAN Strange: 7-16                            |

### Gewichtheffen
| Olympiër                | Discipline | Resultaat | Prestatie                                                         |
| ----------------------- | ---------- | --------- | ----------------------------------------------------------------- |
| Eduard Darbinyan        | -64kg (m)  | 12e       | trekken: 11e met 132,5 kg stoten: 12e met 160 kg totaal: 282,5 kg |
| Nail Moekhamedjarov     | -70kg (m)  | 6e        | trekken: 4e met 152,5 kg stoten: 6e met 182,5 kg totaal: 335 kg   |
| Hayk Yeghiazaryan       | -70kg (m)  | 12e       | trekken: 11e met 145 kg stoten: 7e met 180 kg totaal: 320 kg      |
| Hovhannes Barseghyan    | -76kg (m)  | 8e        | trekken: 11e met 155 kg stoten: 6e met 190 kg totaal: 345 kg      |
| Khachatur Kyapanaktsyan | -76kg (m)  | DNF       | trekken: 8e met 157,5 kg                                          |
| Sergo Chakhoyan         | -83kg (m)  | 6e        | trekken: 2e met 170 kg stoten: 9e met 195 kg totaal: 365 kg       |
| Aleksander Karapetyan   | -91kg (m)  | 13e       | trekken: 8e met 167,5 kg stoten: 13e met 200 kg totaal: 367,5 kg  |
| Aghvan Grigoryan        | -99kg (m)  | 8e        | trekken: 6e met 175 kg stoten: 10e met 205 kg totaal: 380 kg      |
| Ashot Danielyan         | +108kg (m) | 13e       | trekken: 10e met 177,5 kg stoten: 13e met 217,5 kg totaal: 395 kg |

### Gymnastiek
| Olympiër        | Discipline               | Resultaat | Prestatie                            |
| --------------- | ------------------------ | --------- | ------------------------------------ |
| Norayr Sargsyan | meerkamp individueel (m) | 50e       | kwalificatie: 50e met 110,211 punten |

### Judo
| Olympiër        | Discipline | Resultaat | Prestatie                               |
| --------------- | ---------- | --------- | --------------------------------------- |
| Arsen Gevorgyan | -78kg (m)  | 21e       | 1e ronde: vrij 2e ronde: V van CHN Yuan |

### Schietsport
| Olympiër         | Discipline                 | Resultaat | Prestatie                                       |
| ---------------- | -------------------------- | --------- | ----------------------------------------------- |
| Hrachya Petikyan | 50m geweer 3 houdingen (m) | 13e       | kwalificatie: 13e met 1164 punten (396-379-389) |

### Schoonspringen
| Olympiër              | Discipline    | Resultaat | Prestatie                        |
| --------------------- | ------------- | --------- | -------------------------------- |
| Hovhannes Avtandilyan | 10m toren (m) | 32e       | voorronde: 32e met 275,64 punten |
|                       |               |           |                                  |
| Aroes Gyoelboedakian  | 3m plank (v)  | 20e       | voorronde: 20e met 228,72 punten |

### Tennis
| Olympiër        | Discipline    | Resultaat | Prestatie                                                                          |
| --------------- | ------------- | --------- | ---------------------------------------------------------------------------------- |
| Sargis Sargsian | enkelspel (m) | 17e       | 1e ronde: W van CAN Nestor: 6-4, 6-4 2e ronde: V van SWE Enqvist: 6-4, 6-7(2), 4-6 |

### Wielersport
| Olympiër        | Discipline       | Resultaat | Prestatie      |
| --------------- | ---------------- | --------- | -------------- |
| Arsen Ghazaryan | wegwedstrijd (m) | DNF       | niet gefinisht |

### Worstelen
| Olympiër          | Discipline  | Resultaat   | Prestatie |
| Vrije stijl       | Vrije stijl | Vrije stijl | Vrije stijl |
| ----------------- | ----------- | ----------- | --- |
| Armen Mkrtchyan   | -48kg (m)   | Zilver      | 1e ronde: W van COL Restrepo: 10-0 2e ronde: W van USA Eiter: 9-2 kwartfinale: W van CUB Vila: 4-2 halve finale: W van MDA Railean: 7-2 finale: V van PRK Kim Il: 4-5                                                                           |
| Arayik Gevorgyan  | -68kg (m)   | 5e          | 1e ronde: W van SYR Al-Osta: 9-1 2e ronde: W van BLR Gogol: 3-2 kwartfinale: vrij halve finale: V van USA Saunders: 2-5 herkansingen: V van CUB Sanchez: 4-8 5-6de plek: W van KOR Sang-ho: 0-0                                                 |
| Grieks-Romeins    |             |             | |
| Armen Nazarjan    | -48kg (m)   | Goud        | 1e ronde: W van UKR Kalashnykov: 10-0 2e ronde: W van KOR Tae-yeon: 12-2 kwartfinale: W van RUS Danielyan: 3-0 halve finale: W van CUB Rivas: 7-2 finale: W van USA Paulson: 5-1                                                                |
| Aghasi Manukyan   | -57kg (m)   | 13e         | 1e ronde: W van TUN Salhi: 4-0 2e ronde: V van UKR Khakymov: 0-11 herkansingen: V van AZE Aghayev: 2-7 |
| Mkhitar Manukyan  | -62kg (m)   | 7e          | 1e ronde: W van CHN Guohong: 11-0 2e ronde: V van UKR Kimyshenko: 2-3 herkansingen: W van SWE Aziz: 4-0 herkansingen 2: W van KOR Sang-sun: 5-0 herkansingen 3: V van TUR Akif Pirim: 4-9 7-8ste plek: W van RUS Martynov: walk-over            |
| Samvel Manukyan   | -68kg (m)   | 10e         | 1e ronde: V van TUR Karapinar: 0-3 herkansingen 1: W van COL Escobar: 12-0 herkansingen 2: W van CAN Daynes: 9-0 herkansingen 3: V van RUS Tretyakov: 0-5                                                                                       |
| Levon Geghamyan   | -82kg (m)   | 7e          | 1e ronde: V van SWE Lidberg: 0-2 herkansingen 1: W van HUN Farkas: 4-0 herkansingen 2: W van CZE Frinta: 3-2 herkansingen 3: W van YUG Jovančević: 2-0 herkansingen 4: V van KAZ Toerlykhanov: 1-3 7-8ste plek: W van KGZ Sanatbayev: walk-over |
| Tsolak Yeghishyan | -91kg (m)   | 9e          | 1e ronde: W van HUN Gelénesi: 5-1 2e ronde: V van GRE Konstantinidis: 0-12 herkansingen 1: W van TKM Rejepov: 5-2 herkansingen 2: V van BLR Sidorenko: 1-3                                                                                      |

### Zwemmen
| Olympiër       | Discipline          | Resultaat | Prestatie              |
| -------------- | ------------------- | --------- | ---------------------- |
| Anush Manukyan | 100m schoolslag (v) | 45e       | serie 1: 5e in 1.20,70 |

Afghanistan · Albanië · Algerije · Amerikaanse Maagdeneilanden · Amerikaans-Samoa · Andorra · Angola · Antigua‑Barbuda · Argentinië · Armenië · Aruba · Australië · Azerbeidzjan · Bahama's · Bahrein · Bangladesh · Barbados · België · Belize · Benin · Bermuda · Bhutan · Bolivia · Bosnië en Herzegovina · Botswana · Brazilië · Britse Maagdeneilanden · Brunei · Bulgarije · Burkina Faso · Burundi · Cambodja · Canada · Centraal-Afrikaanse Republiek · Chili · China · Chinees Taipei · Colombia · Comoren · Congo-Brazzaville · Cookeilanden · Costa Rica · Cuba · Cyprus · Denemarken · Djibouti · Dominica · Dominicaanse Republiek · Duitsland · Ecuador · Egypte · El Salvador · Equatoriaal-Guinea · Estland · Ethiopië · Fiji · Filipijnen · Finland · Frankrijk · Gabon · Gambia · Georgië · Ghana · Grenada · Griekenland · Groot-Brittannië · Guam · Guatemala · Guinee · Guinee-Bissau · Guyana · Haïti · Honduras · Hongarije · Hongkong · Ierland · IJsland · India · Indonesië · Irak · Iran · Israël · Italië · Ivoorkust · Jamaica · Japan · Jemen · Joegoslavië · Jordanië · Kaaimaneilanden · Kaapverdië · Kameroen · Kazachstan · Kenia · Kirgizië · Koeweit · Kroatië · Laos · Lesotho · Letland · Libanon · Liberia · Libië · Liechtenstein · Litouwen · Luxemburg ·  Macedonië · Madagaskar · Malawi · Malediven · Maleisië · Mali · Malta · Marokko · Mauritanië · Mauritius · Mexico · Moldavië · Monaco · Mongolië · Mozambique · Myanmar · Namibië · Nauru · Nederland · Nederlandse Antillen · Nepal · Nicaragua · Nieuw-Zeeland · Niger · Nigeria · Noord-Korea · Noorwegen · Oeganda · Oekraïne · Oezbekistan · Oman · Oostenrijk · Pakistan · Palestina · Panama · Papoea-Nieuw-Guinea · Paraguay · Peru · Polen · Portugal · Puerto Rico · Qatar · Roemenië · Rusland · Rwanda · Saint Kitts en Nevis · Saint Lucia · Saint Vincent en Grenadines · Salomonseilanden · Samoa · San Marino · Sao Tomé en Principe · Saoedi-Arabië · Senegal · Seychellen · Sierra Leone · Singapore · Slovenië · Slowakije · Soedan · Somalië · Spanje · Sri Lanka · Suriname · Swaziland · Syrië · Tadzjikistan · Tanzania · Thailand · Togo · Tonga · Trinidad en Tobago · Tsjaad · Tsjechië · Tunesië · Turkije · Turkmenistan · Uruguay · Vanuatu · Venezuela · Verenigde Arabische Emiraten · Verenigde Staten · Vietnam · Wit-Rusland · Zaïre · Zambia · Zimbabwe · Zuid-Afrika · Zuid-Korea · Zweden · Zwitserland